# Língua dong
Dong é uma língua Kradai (Tai - Kadai) falada por cerca de 1,5 milhão de pessoas nas províncias chinesas de Guizhou, Hunan e Guangxi. Faz parte do ramo “Kam-Sui” das Tai-Kadai.
A escrita com sua transcrição sonora foi desenvolvida por pesquisadores do governo Chinês em 1958, sendo usada principalmente por tais especialistas e por poucas centenas de falantes de Dong.
Ethnologue distingue os dois dialetos Dong como duas línguas diferentes mas muito próxima com os códigos doc e kmc. O dialeto norte inclui muitas palavras vinda do Chinês e uma boa parte dos falantes são bilíngues. O dialeto sul tem mais falantes, mas quase não há bilíngues.

## Fonologia e ortografia

### Iniciais
Dong tem 32 consoantes iniciantes de sílabas; sete das quais (tʃ-, tʃʰ-, ʃ-, ɻ-, f-, ts- e tsʰ-) só ocorrem em palavras recentes oriundas do Chinês..
| IPA | Gaeml | IPA | Gaeml | IPA | Gaeml | IPA | Gaeml | IPA | Gaeml |
| --- | ----- | --- | ----- | --- | ----- | --- | ----- | --- | ----- |
| p   | b     | t   | d     | tɕ  | j     | k   | g     | tʃ  | zh    |
| pʰ  | p     | tʰ  | t     | tɕʰ | q     | kʰ  | k     | tʃʰ | ch    |
| m   | m     | n   | n     | nʲ  | ny    | ŋ   | ng    | ʃ   | sh    |
| w   | w     | l   | l     | ɕ   | x     | h   | h     | ɻ   | r     |
| pʲ  | bi    | s   | s     | j   | y     | kʷ  | gu    | f   | f     |
| pʲʰ | pi    | lʲ  | li    |     |       | kʷʰ | ku    | ts  | z     |
|     |       |     |       |     |       | ŋʷ  | ngu   | tsʰ | c     |

### Finais
Dong tem 64 finais de sílabas, 14 das quais só ocorrem em palavras oriundas do Chinês e não estão listadas a seguir:
| IPA | Gaeml | IPA | Gaeml | IPA | Gaeml | IPA | Gaeml | IPA | Gaeml | IPA | Gaeml | IPA | Gaeml |
| --- | ----- | --- | ----- | --- | ----- | --- | ----- | --- | ----- | --- | ----- | --- | ----- |
| a   | a     |     |       | ə   | e     | e   | ee    | i   | i     | o   | o     | u   | u/uu  |
| aɪ  | ai    |     |       | əɪ  | ei    |     |       |     |       | oɪ  | oi    | uɪ  | ui    |
| aʊ  | ao    |     |       |     |       | eʊ  | eeu   | iʊ  | iu    | oʊ  | ou    |     |       |
| am  | am    | ɐm  | aem   | əm  | em    | em  | eem   | im  | im    | om  | om    | um  | um    |
| an  | an    | ɐn  | aen   | ən  | en    | en  | een   | in  | in    | on  | on    | un  | un    |
| aŋ  | ang   | ɐŋ  | aeng  | əŋ  | eng   | eŋ  | eeng  | iŋ  | ing   | oŋ  | ong   | uŋ  | ung   |
| ap  | ab    | ɐp  | ab    | əp  | eb    | ep  | eb    | ip  | ib    | op  | ob    | up  | ub    |
| at  | ad    | ɐt  | ad    | ət  | ad    | et  | ed    | it  | id    | ot  | od    |     |       |
| ak  | ag    | ɐk  | ag    | ək  | eg    | ek  | eg    | ik  | ig    | ok  | og    | uk  | ug    |

O valor fonético da vogal nos finais  -ab, -ad e -ag, é [ɐ] nas sílabas que têm tons -l, -p e -c (ver tabela a seguir); Nas sílabas com tons -s, -t e -x, é [a]. O valor fonético da vogal com finais -eb, -ed e -eg, é [ə] nas sílabas com tons -l, -p e -c; Nas sílabas com tons -s, -t e -x, é [e].

### Tons
Dong é uma Língua tonal. Sílabas abertas podem ocorrer em nove tons diferentes. As sílabas fechadas em seis tons (chamados “tons de entrada” – terminam em consoante oclusiva), de modo que podem ser considerados 15 tons. Como ocorre como o Hmong RPA (Romanized Popular Alphabet), a ortografia indica os tons com uma consoante adicional no fim da sílaba.
| contorno do tom:         | ˥       | ˧˥               | ˩         | ˧˨˧                | ˩˧              | ˧˩           | ˥˧          | ˦˥˧              | ˧       |
| ------------------------ | ------- | ---------------- | --------- | ------------------ | --------------- | ------------ | ----------- | ---------------- | ------- |
| contorno do tom:         | alto    | alto decrescente | baixo     | decrescente rápido | baixo crescente | baixo caindo | alto caindo | crescente rápido | meio    |
| Letra indicativa:        | -l      | -p               | -c        | -s                 | -t              | -x           | -v          | -k               | -h      |
| exemplo (sílaba aberta)  | bal     | pap              | bac       | bas                | qat             | miax         | bav         | pak              | bah     |
| exemplo (sílaba aberta)  | "peixe" | "cinzento"       | "ancinho" | "tia"              | "luz"           | "faca"       | "folha"     | "destruir"       | "palha" |
| exemplo (sílaba fechada) | bedl    | sedp             | medc      | bads               | pads            | bagx         |             |                  |         |
| exemplo (sílaba fechada) | "pato"  | "sete"           | "formiga" | "lata"?            | "sangue"        | "branco"     |             |                  |         |